# Audrey Geisel
Audrey Geisel (született Audrey Stone) (Chicago, Illinois, 1921. augusztus 14. – La Jolla, Kalifornia, 2018. december 19.) amerikai filmproducer. Dr. Seuss özvegye.

## Élete
Első férje Grey Dimond volt, akitől két lánya született. 1968. augusztus 6-án kötött házasságot Dr. Seuss íróval. Férje 1991-es halála után megalapította a Dr. Seuss Enterprises-t, hogy férje munkásságát felelősséggel ápolja. Négy filmnek is a producere volt. Az 1995-ös Daisy-Head Mayzie televíziós rövidfilmet Primetime Emmy-díjra jelölték illetve a CableACE-díjat meg is kapta.
A 2003. november 21-én (hazánkban 2004 áprilisában) bemutatott A macska – Le a kalappal! című filmet a kritikusok különösen negatívan fogadták, bírálva a kétértelmű poénokat és utalásokat, a film a jegypénztáraknál is megbukott. A rajongók és a kritikusok visszajelzései miatt Audrey Geisel úgy döntött, nem engedélyez több élőszereplős feldolgozást Seuss művei nyomán, ezért a tervezett folytatás, a The Cat in the Hat Comes Back sem készülhetett el. Így történt, hogy a további feldolgozásokat, köztük a 2008-as Hortont is, már számítógépes animációval alkották meg.
2018. december 19-én a kaliforniai La Jollában hunyt el 97 éves korában.

## Filmjei
- Daisy-Head Mayzie (1995, tv-rövidfilm, co-executive producer)
- Horton (2008, executive producer)
- Lorax (2012, executive producer)
- A Grincs (2018, executive producer)